# Libertas praestantissimum
Libertas Præstantissimum, Libertas praestantissimum donum (укр. видатна свобода, свобода є дорогоцінним даром) — енцикліка Папи Лева XIII, оголошена 20 червня 1888 року. Розгляд різних аспектів інтелектуальної та релігійної свободи для християн та громадян з короткою назвою «Libertas» (Свобода) або «Свобода як найвишуканіше серед природних благ».

## Щодо свободи
З цього приводу він пояснює, що справжня свобода, гідна дітей Божих, що захищає найелегантніше — гідність людини, і є більшою за будь-яке насильство та всю несправедливість. Це завжди означає турботу про Церкву. Але ім'я християнина не слід вживати як лідера в політичній групі.

## Свобода совісті
Попит на свободу совісті видається цілком виправданим. Католицька церква неодноразово відмовляла в цьому проханні в XIX столітті на тій підставі, що вона надає право і на релігійну помилку також. Лев XIII у цій енцикліці заявив:
|  | Справжня свобода, що відповідає Божим дітям є у вільному виконанні Божої волі й дотриманні Божих заповідей відповідно поклику заповідного сумління, і виявляється найпочеснішим захистом людяності людей та їх гідності. |

Свобода совісті ґрунтується на гідності людини, що належить до прав людини й означає свободу совісті та охорону совісті (у екології душі, у особистому просторі, у приватному житті), можливість критично ставити під сумнів закони, затверджувати або відкидати моральні норми та жити за власними переконаннями. Сюди входить також і толерантність до помилкової совісті та дії проти совісті. Існує межа свободи совісті в законних інтересах загального блага в громадянському суспільстві та в державі.

## Свобода думки
У своїй енцикліці Лев XIII відкинув ідею прав людини та громадянських прав в обороні кожної окремої особистості, на захист персональних даних любого громадянина різних країн світу, проти переслідування за інакомислення:
|  | Безмежна (свавільна) свобода думки та публічне розкриття думок людини не належать до прав громадян (громади, держави). |

В іншому випадку він наголосив на тому, що абсолютно невиправданим є вимагати захищати або надавати необмежену (свавільну) свободу слова, свободу думки, письма чи поклоніння (ідолопоклонства), ніби вони були правами, притаманними людині; з метою дотримання аксіології.

## Політична діяльність
Священнослужителі та миряни можуть працювати з республіканськими урядами за умови визнання та відстоювання церковних прав та привілеїв.
Щоби зробити Церкву політичною силою Лев XIII закликав священиків:
|  | Вийдіть із ризниці бути серед світського життя людей! |

У наслідку цього прохання були засновані католицькі спілки з метою послаблення соціалістично організованої робочої сили та налагодження класової гармонії.